# Schiedeella
Schiedeella ist eine Pflanzengattung in der Familie der Orchideen (Orchidaceae). Die etwa 18 Arten sind von den südlichen USA bis Mittelamerika verbreitet, das Zentrum der Artenvielfalt liegt in Mexiko.

## Beschreibung

### Vegetative Merkmale
Die Schiedeella-Arten sind schlanke, ausdauernde krautige Pflanzen, die terrestrisch oder gelegentlich epiphytisch wachsen. Die Wurzeln sind fleischig, spindelförmig bis knollig und behaart. Ein oder mehrere grundständige Blätter formen eine Rosette, zur Blütezeit sind sie häufig schon verwelkt. Die Blätter sind deutlich gestielt, der Blattstiel umfasst den Spross. Die Blattspreite ist oval, die Blattoberfläche ist grün, bei manchen Arten bläulich oder rötlich überhaucht.

### Generative Merkmale
Der traubige, bei einigen Arten einseitswendige Blütenstand ist im oberen Bereich manchmal behaart. Er ist teilweise von röhrenförmigen bis lanzettlichen Hochblätter umhüllt. Die unbehaarten Tragblätter sind oval bis lanzettlich, grün, grünlich-weiß oder rötlich gefärbt.
Die zwittrigen Blüten sind zygomorph und dreizählig. Der Fruchtknoten ist zylindrisch bis spindelförmig, etwas verdreht, er weist schräg nach oben. Die gelegentlich duftenden Blüten sind weiß, rosa oder rötlich. Die Blüten sind röhrenförmig, sie stehen waagrecht oder weisen nach oben. Die Sepalen sind einander gleich, sie sind etwa glockig aneinander anliegend, die Spitzen etwas auswärts gebogen. Das dorsale Sepal ist konkav und für ein Stück mit der Säule verwachsen. Die seitlichen Sepalen setzen mit schiefer Basis am Säulenfuß an. Die schmalen Petalen liegen dem dorsalen Sepal an und haften mit ihren inneren Rändern dort an, ihre Spitzen sind frei. Die Lippe ist an ihrer Basis für ein kurzes Stück verschmälert („genagelt“), dann herzförmig bis pfeilförmig verbreitert mit zwei seitlichen Nektardrüsen. Die Spreite der Lippe ist fleischig, mit längs verlaufenden Leisten sowie oft mit Haaren besetzt. Die schlanke, leicht gebogene Säule ist keulenförmig, an der Basis über sie Ansatzstelle am Fruchtknoten hinausreichend (Säulenfuß). Unterseits ist sie behaart. Die Narbe ist rundlich. Das Staubblatt ist oval bis herzförmig, vorne spitz. Es enthält die keulenförmigen, gelben Pollinien, die an einer gemeinsamen, zungenförmigen Klebscheibe (Viscidium) hängen. Das Trenngewebe zwischen Staubblatt und Narbe (Rostellum) ist dreieckig und endet spitz. Die Kapselfrucht ist oval.

## Vorkommen
Schiedeella kommt hauptsächlich in Mittelamerika vor. Im Norden erreicht Schiedeella arizonica noch die US-amerikanischen Bundesstaaten Arizona, New Mexico und Texas. Im Süden reicht das Areal bis nach Panama, außerdem werden die Inseln Kuba und Hispaniola besiedelt. Die Schiedeella-Arten kommen in größeren Höhenlagen von 700 bis 3200 Metern vor. Sie wachsen in montanen Wäldern, Gebüschen und an offenen, felsigen Stellen. Meist sind sie in humusreichen Böden zu finden, einige Arten können auch epiphytisch in Humustaschen oder Moospolstern wachsen.

## Systematik und botanische Geschichte
Die Gattung Schiedeella wurde 1920 durch Rudolf Schlechter in Beihefte zum Botanischen Centralblatt. Zweite Abteilung, Systematik, Pflanzengeographie, angewandte Botanik, Band 37 (2, Heft 3):, Seiten 379–380 aufgestellt. Der Gattungsname Schiedeella ehrt den deutschen Pflanzensammler Christian Julius Wilhelm Schiede (1798–1836).  Ein Synonym für Schiedeella Schltr. ist Gularia Garay.
Die Gattung Schiedeella gehört zur Subtribus Spiranthinae aus der Tribus Cranichideae in der Unterfamilie Orchidoideae innerhalb der Familie Orchidaceae.
Die Gattung Schiedeella ist nah verwandt mit einigen Arten der Gattung Funkiella und Microthelys. Balogh fasste die Gattung 1982 sehr weit, mit wesentlich mehr Arten aus verschiedenen verwandten Gattungen. Andere, wie etwa Garay, Szlachetko oder Salazar, verwendeten ein engeres Gattungskonzept, wobei Szlachetkos Umfang von Schiedeella nach DNA-Analysen nicht monophyletisch ist.
In der Gattung Schiedeella sind etwa 18 Arten enthalten (Stand 2020):
- Schiedeella affinis (C.Schweinf.) Salazar: Mexiko
- Schiedeella albovaginata (C.Schweinf.) Burns-Bal.: Mexiko
- Schiedeella arizonica P.M.Br.: Sie wurde 2000 erstbeschrieben. Sie kommt vom südöstlichen Arizona über New Mexico bis zum südwestlichen Texas vor.[1]
- Schiedeella crenulata (L.O.Williams) Espejo & López-Ferr.: Mexiko
- Schiedeella dendroneura (Sheviak & Bye) Burns-Bal.: Mexiko
- Schiedeella dressleri Szlach.: Costa Rica
- Schiedeella esquintlensis Szlach., Rutk. & Mytnik: Sie wurde 2009 aus Guatemala erstbeschrieben.[1]
- Schiedeella faucisanguinea (Dod) Burns-Bal. ex A.E.Serna & López-Ferr.: Mexiko, Hispaniola
- Schiedeella fragrans Szlach.: Mexiko
- Schiedeella jean-mulleri Szlach., Rutk. & Mytnik: Sie wurde 2009 aus Guatemala erstbeschrieben.[1]
- Schiedeella nagelii (L.O.Williams) Garay: Mexiko
- Schiedeella pandurata (Garay) Espejo & López-Ferr.: Mexiko
- Schiedeella romeroana Szlach.
- Schiedeella saltensis Schltr.: Südliches Texas und Mexiko
- Schiedeella schlechteriana Szlach. & Sheviak: Guatemala
- Schiedeella tamayoana Szlach., Rutk. & Mytnik: Sie wurde 2004 erstbeschrieben. Sie kommt von Mexiko bis El Salvador vor.[1]
- Schiedeella trilineata (Lindl.) Burns-Bal.: Mexiko bis Costa Rica
- Schiedeella violacea (A.Rich. & Galeotti) Garay: Mexiko und Guatemala
- Schiedeella williamsiana Szlach., Rutk. & Mytnik: Sie wurde 2004 aus dem mexikanischen Bundesstaat Jalisco erstbeschrieben.[1]

Nicht mehr zur Gattung Schiedeella werden gerechnet (Stand 2016):
- Schiedeella amesiana Garay → Greenwoodiella wercklei (Schltr.) Salazar & R.Jiménez
- Schiedeella confusa (Garay) Espejo & López-Ferr. →  Sotoa confusa (Garay) Salazar
- Schiedeella densiflora (C.Schweinf.) Burns-Bal. → Deiregyne densiflora (C.Schweinf.) Salazar & Soto Arenas
- Schiedeella garayana R.González → Greenwoodiella micrantha var. garayana (R.González) Salazar & R.Jiménez
- Schiedeella parasitica (A.Rich. & Galeotti) Schltr. → Funkiella parasitica (A.Rich. & Galeotti) Salazar & Soto Arenas
- Schiedeella valerioi (Ames & C.Schweinf.) Szlach. & Sheviak → Funkiella valerioi (Ames & C.Schweinf.) Salazar & Soto Arenas
- Schiedeella wercklei (Schltr.) Garay → Greenwoodiella wercklei (Schltr.) Salazar & R.Jiménez

## Weiterführendes
- Liste der Orchideengattungen